# Salem (film)
Pour les articles homonymes, voir Salem.
Pour plus de détails, voir Fiche technique et Distribution.
Salem ('Salem's Lot) est un film américain réalisé par Gary Dauberman et sorti en 2024. Il s'agit d'une nouvelle adaptation du roman du même titre de Stephen King, publié en 1975.
Le film est diffusé sur la plateforme Max.

## Synopsis
L'écrivain Ben Mears part à Jerusalem's Lot, petite ville du Maine qu'il a quitté enfant. En quête d'inspiration, il s'intéresse à son manoir de style gothique rural.
Il va découvrir qu'un vampire s'y cache, déterminé à transformer tous les habitants de Salem.

## Fiche technique
Sauf indication contraire, les informations mentionnées dans cette section peuvent être confirmées par la base de données cinématographiques IMDb,  présente dans la section « Liens externes ».
- Titre original : 'Salem's Lot
- Titre français : Salem
- Réalisation : Gary Dauberman
- Scénario : Gary Dauberman, d'après le roman Salem de Stephen King
- Musique : Nathan Barr et Lisbeth Scott (en)
- Décors : Marc Fisichella
- Costumes : Virginia Johnson
- Photographie : Michael Burgess
- Montage : Luke Ciarrocchi
- Production : Michael Clear, Roy Lee, James Wan et Mark Wolper
- Production déléguée : Michael Bederman, Andrew Childs, Gary Dauberman et Judson Scott
- Sociétés de production : Atomic Monster, New Line Cinema, The Wolper Organization et Vertigo Entertainment
- Société de distribution : Warner Bros.
- Budget : n/a
- Pays de production :  États-Unis
- Langue originale : anglais
- Format : couleur
- Genre : horreur, fantastique
- Durée : 113 minutes
- Dates de sortie[1] :
  - États-Unis : 25 septembre 2024 (avant-première à la Beyond Fest)
  - Monde : 3 octobre 2024 (sur Max)
- Classification[2] :
  - États-Unis : R

## Distribution
- Lewis Pullman (VF : Hugo Brunswick) : Ben Mears
- Makenzie Leigh (VF : Marie Tirmont) : Susan Norton
- Alfre Woodard (VF : Déborah Claude) : Dr Cody
- William Sadler : Parkins Gillespie
- Bill Camp (VF : Gérard Darier) : Matthew Burke
- Alexander Ward : Kurt Barlow
- Pilou Asbæk (VF : Boris Rehlinger) : Richard Straker
- John Benjamin Hickey (VF : Lionel Tua) : le Père Donald Callahan
- Spencer Treat Clark : Mike Ryerson
- Jordan Preston Carter : Mark Petrie
- Nicholas Crovetti : Danny Glick
- Cade Woodward : Ralph Glick

## Production

### Genèse et développement
En avril 2019, il est annoncé que New Line Cinema va produire une nouvelle adaptation du roman Salem de Stephen King. Gary Dauberman est alors annoncé comme scénariste, alors que James Wan officiera comme producteur. En interview, Gary Dauberman est questionné sur son approche du projet et ses similitudes avec ses précédentes adaptations de Stephen King — Ça (2017) et Ça : Chapitre 2 (2019) :

« J'aime être aussi fidèle à l'histoire que possible jusqu'à ce qu'elle devienne un peu trop lourde pour un film. Je suis très, très excité d'en faire partie et de m'y attaquer. Il n'a pas encore eu le traitement sur grand écran, c'est ce que j'ai ressenti à propos de Ça. C'est tellement amusant de jouer avec des vampires et de créer quelque chose de vraiment effrayant. Je n'ai pas vu ça depuis très, très longtemps, et j'ai hâte que les gens le voient. »

En avril 2020, Gary Dauberman obtient également le poste de réalisateur.

### Attribution des rôles
En août 2021, Lewis Pullman est choisi pour le rôle principal. Makenzie Leigh, Bill Camp et Spencer Treat Clark sont également confirmés. En septembre suivant, Alfre Woodard, William Sadler, Pilou Asbæk et John Benjamin Hickey rejoignent ensuite la distribution. En octobre, la présence de Jordan Preston Carter, Nicholas Crovetti et Cade Woodward est révélée.

### Tournage
Le tournage débute en septembre 2021 à Boston,. Les prises de vues ont également lieu dans d'autres villes du Massachusetts (Ipswich, Sterling, Clinton, ainsi que le comté de Worcester). La bibliothèque de Princeton est également utilisée pendant quelques jours.

## Accueil

### Dates de sortie
La sortie américaine était initialement prévue pour le 9 septembre 2022. Une diffusion sur HBO Max était prévu 45 jours plus tard.
Le film est ensuite retirée des calendriers de sortie du studio. En octobre 2023, il est annoncé que Warner Bros. envisage une diffusion sur la plateforme Max en raison de la grève SAG-AFTRA, bien qu'un porte-parole ait déclaré qu'aucune décision concernant les futurs plans de distribution du film n'avait encore été prise. Le même mois, Stephen King déclare que le film est toujours mis de côté par Warner Bros., mais révèle qu'il l'a vu et en fait l'éloge.
En France, il devait sortir le 14 septembre 2022. Cependant, en juillet dernier, il est annoncé que la sortie est repoussée au 21 avril 2023[réf. nécessaire]. Le 26 avril 2023, la sortie est à nouveau décalée à une date ultérieure.
Le film sera finalement diffusé dès le 3 octobre 2024 sur la plateforme Max après une présentation en avant-première à la Beyond Fest (en) le 25 septembre 2024.